# Publius Livius Larensis
Publius Livius Larensis († nach 192) war ein römischer Ritter Ende des zweiten Jahrhunderts n. Chr.
Livius Larensis absolvierte eine ritterliche Karriere, so war er um 189 Procurator der Provinz Moesia  und danach im Jahr 192 Procurator patrimonii, in dieser Funktion war er Leiter der Zentralkasse des Kaisers, in die die Einkünfte aus dem Privatvermögen und der Provinz Ägypten einflossen. Die letzte Erwähnung des Larensis war am 31. Dezember 192, als er den Auftrag bekam, die Leiche des Commodus zu bestatten. Larensis war auch Pontifex minor.
Als Person in Athenaios’ Deipnosophistai war er als Gastgeber und Literaturkenner im ganzen Werk gerühmt bzw. vorgeführt.